# Hong Beom-do
Hong Beom-do ((en hangul, 홍범도; en hanja, 洪範圖); en ruso: Хон Бом До; 27 de agosto de 1868, Chasong – 25 de octubre de 1943, Kyzylorda), fue un general coreano y activista de la independencia de Corea.

## Biografía
Hong nació en Chasong, provincia de P'yŏngan, actual provincia de Pyongan del Norte, Corea del Norte, en 1868. Fue originalmente un cazador que vivió en Corea durante la Dinastía Joseon (1392-1910). En septiembre de 1907, Japón, como parte de sus políticas coloniales en Corea, aprobó una ley que obligaba a los cazadores a entregar sus armas de caza. La intención era debilitar la resistencia coreana. La ley arruinó efectivamente la capacidad de los cazadores de perseguir su medio de vida tradicional, lo que resultó en más ira y resentimiento. Entre los cazadores enojados estaba Hong. En respuesta a la proscripción de las armas de los cazadores, Hong organizó una fuerza de resistencia llamada Ejército Justo de Jeongmi de 1907. El Ejército Justo llevó a cabo una serie de batallas contra las guarniciones japonesas alrededor del área de Bukcheong, utilizando ataques de golpe y fuga.
En 1910, Hong se mudó a Gando, China. Después del Movimiento Primero de Marzo en Corea, Hong se convirtió en comandante en jefe del Ejército de Independencia de Corea. En agosto de 1919, Hong cruzó el río Tumen con 200 soldados. Una vez al otro lado del río y en Corea, Hong atacó con éxito a las tropas japonesas en Hyesanjin y Kapsan. Hong y sus soldados cruzarían el río Tumen dos veces más, cada vez llevando a cabo ataques exitosos contra las fuerzas ocupantes japonesas.
En junio de 1920, Hong y su ejército lucharon contra las fuerzas imperiales japonesas, matando a cientos de soldados japoneses en las batallas de Samdunja y Bongodong. En octubre del mismo año, en colaboración con Kim Jwa-jin, Hong volvió a realizar un ataque contra las tropas japonesas en lo que se conoce como la Batalla de Cheongsanri.
Al año siguiente (1921), Hong y sus fuerzas estaban en la Unión Soviética, buscando refugio de las fuerzas japonesas que lo perseguían. En junio, Stalin promulgó una política del ejército soviético para asegurar las fronteras rusas cerca de China y Corea. Preocupado de que el ejército japonés pudiera entrar en la Unión Soviética en busca de Hong y otros combatientes por la independencia de Corea, el gobierno de la Unión Soviética desarmó a las tropas coreanas. La pérdida de armas y áreas seguras para Hong y sus fuerzas resultó en el colapso del Ejército de Independencia de Corea. Hong, todavía con la esperanza de oponerse a los japoneses en Corea, decidió unirse al Ejército Rojo.
En 1937, tuvo lugar la deportación de coreanos a la Unión Soviética por parte de Stalin. Concebida originalmente en 1926, iniciada en 1930 y llevada a cabo en 1937, esta fue la primera transferencia masiva de una nacionalidad completa en la Unión Soviética. Casi toda la población soviética de etnia coreana (171.781 personas) fue trasladada por la fuerza desde el Lejano Oriente ruso a áreas despobladas de la República Socialista Soviética de Kazajistán y la República Socialista Soviética de Uzbekistán en octubre de 1937. Hong fue uno de los coreanos reubicados a la fuerza en Kazajistán. Se estima que 40.000 coreanos deportados murieron en 1937 y 1938 por inanición, exposición y dificultades para adaptarse a su nuevo entorno. Hong murió en Kyzylorda, Kazajistán, en 1943.
El 25 de octubre de 1963, Hong recibió póstumamente la Orden del Mérito por la Fundación Nacional, en el grado de Medalla Presidencial. En agosto de 2021, sus restos fueron repatriados a Corea del Sur antes de una visita de estado oficial del presidente kazajo Kassym-Jomart Tokayev a Corea del Sur y reenterrados en el Cementerio Nacional de Daejeon, recibiendo la misma orden en el grado de Medalla República de Corea.

## Ejército de Independencia de Corea
En 1919, Hong Beom-do (1868 ~ 1943) estableció relaciones con los coreanos que residían en Yeonggae, Primorsky y Gando. En marzo de 1920, unió fuerzas con el Ejército de la Asociación Nacional Coreana, dirigido por An Mu, y se convirtieron en una organización autónoma de combatientes de la resistencia coreana opuestos al colonialismo japonés. Durante este tiempo vivieron y operaron en la zona de Nosuando. Comenzando con el ataque a Hyesanjin (una ciudad ubicada en el río Yalu) en agosto de 1919, las fuerzas militares dirigidas por Hong lanzaron una campaña militar contra las fuerzas japonesas en el norte de Corea. Después de marzo de 1920, Hong encabezó la coalición de las fuerzas de independencia de Corea en la zona norte de Manchuria.
Hong Beom-do, que también había dirigido el Ejército Justo de Corea, había obtenido varias victorias desde 1907 en Gaksan, Samsu y Bukcheong. Estos éxitos finalmente llevaron a un aumento de los ataques del ejército japonés y las actividades del ejército coreano en Corea se volvieron difíciles, lo que resultó en la necesidad de escapar en 1910 a Primorsky y Kando. Una vez en un lugar más seguro dentro de Rusia, Hong continuó su campaña contra los japoneses. En agosto de 1918, cuando Japón invadió Primorsky en apoyo del Ejército Blanco durante la guerra civil rusa, Hong Beom-do formó una fuerza militar centrada en el antiguo ejército de independencia y el pueblo coreano que vivía en Manchuria. Cuando tuvo lugar el Movimiento del 1 de marzo en 1919, Hong y sus soldados se trasladaron a Antuhyun.
Más tarde, en agosto de 1919, el Ejército de Independencia de Corea cruzó el río Yalu y aniquiló una unidad militar japonesa. Esta fue la primera operación militar nacional que tuvo lugar en Corea después del Movimiento del 1 de marzo. En octubre, las fuerzas de Hong se trasladaron una vez más a Corea, ocuparon Ganggye y Manpojin, librando una feroz batalla con el ejército japonés en el condado de Jaseong, en el norte de Corea. En marzo de 1920, Hong se alió con el Servicio Militar Dongdo-dong, dirigido por Choi Jin-dong, que había estado estacionado en Hoeryong y Jongseong (Wongseong) a lo largo de la costa Tuman del río Tuman. La operación de resistencia interna de las fuerzas de independencia de Corea dio un impulso al espíritu nacional de los coreanos en todas partes y provocó más luchas de resistencia armada en Manchuria.
En marzo de 1920, el ejército de independencia de Corea había trasladado su base de Antuhyun a Wang Qinghyun, China y recibió apoyo financiero de la Asociación Popular de Corea para una operación de resistencia nacional más grande. Hong también unió fuerzas con el Ejército de Liberación Nacional, que estaba bajo el liderazgo de la Asociación Popular de Corea. Las finanzas y la administración del ejército fueron manejadas por la Asociación Minjok de Corea y el Ejército de Independencia de Corea fue dirigido por Hong Beom-do.
El 3 de mayo de 1920, la Asociación Militar de Corea llevó a cabo una operación militar conjunta con otras fuerzas militares y de resistencia coreanas en Wangchunhyeon Poomdong. También se ubicaron el Ministerio Provisional de Educación, el Ministerio de Asuntos Militares y el Cuerpo Civil Coreano. El grupo militar del norte de Corea orquestó muchas de las actividades posteriores, específicamente a cargo de la administración, la política y las finanzas. Hong Beom-do se convirtió en el jefe del Comando del Ejército del Norte de Corea y estuvo a cargo de las fuerzas militares. Los rebeldes coreanos se reunieron en cuatro grupos bajo el liderazgo de Yi Cheon-oh, Kang Sang-mo, Kang Si-beom y Jo Kwon-dong.
El 4 de junio de 1920, el Ejército de Independencia de Corea, dirigido por Park Seung-gil, entró en el condado de Jaseong, Corea, tendió una emboscada a Samdungja y atacó a una patrulla del ejército japonés. En represalia, el ejército japonés ocupó Nanam-dong (ahora Cheongjin) en el norte de Hamgyeong-do de la base del cuartel general de la 19.ª División japonesa. Para el 7 de junio, el Ejército de Independencia de Daehan, el Ejército de la Asociación Nacional, el Ministerio de Fuerzas Armadas de Doron y el Cuerpo Shinmin habían derrotado al batallón de la 19.ª División del Ejército Japonés en Bong-o-dong y habían obtenido la victoria. El 8 de julio, Hong y sus fuerzas sorprendieron y derrotaron a la policía japonesa que buscaba a las fuerzas independentistas en esa zona.
El ejército japonés, habiendo perdido la batalla en Chungsang-ri y otros lugares, tomó represalias llevando a cabo una campaña de brutal guerra de tierra arrasada que incluyó el asesinato de coreanos y la quema de aldeas. En respuesta, el Ejército de Independencia de Corea lanzó una contraofensiva militar. En diciembre de 1920, las fuerzas de Hong se integraron con otras fuerzas de independencia para organizar el Cuerpo de Independencia de Corea.